# 猫奥
『猫奥』（ねこおく）は、山村東による日本の漫画作品。『モーニング』（講談社）にて2020年より連載開始。
幕末の江戸城大奥を舞台に、猫に愛情をそそぐ人々の様子をコミカルに描く。
基本的に猫が自分の意思を言葉にすることはなく、周囲の人間たちが猫に振り回されたり、猫の可愛さについて語り合ったりする。

## ストーリー
江戸城大奥に仕える御年寄 滝山は、大奥の女中の多くが猫を飼っているにもかかわらず猫を飼っていない。このため滝山は周囲に猫嫌いだと思われているが実は大の猫好きで、猫を可愛がりたい気持ちと威厳を保とうとする気持ちの間で日々苦悶している。

## 登場人物
主人公の滝山をはじめ実在の人物が多く登場する。
滝山
主人公。役職は御年寄。貧しい武家の出身。もともと目つきが険しく真面目な性格であったため、子どものころから周囲に誤解されることが多かった。周囲からは猫嫌いだと思われている。猫好きだが猫をもらい受ける機会を逸してしまい飼えずにいる。いずれ猫を飼いたいと思いつつ、いまは他所の部屋からやってくる猫たちをひそかに可愛がっている。
姉小路
役職は上臈御年寄。周囲を追い越して出世したり、徳川斉昭との微妙な関係に配慮するなど政治的手腕を垣間見せる。一方で酒好きで夜通しの酒宴を催すことがしばしばある。「吉野」という名の猫を飼っている。
花町
役職は御年寄。滝山の同僚。生真面目な滝山と異なり処世術に長けている。その都合のいい言動や猫を溺愛する様子が滝山をいら立たせることもしばしばある。「こはる」という名の猫を飼っている。
照代
役職は御次。町方育ちで12歳で踊りの師匠になった舞踊の名手。普段は茶運びなどをしているが、外出できない大奥の女性のために御狂言（女歌舞伎）を舞ったり、踊りの稽古をつけたりする。さっぱりとした性格と物言いが滝山や姉小路らの好感を得ている。
滝山が実は猫好きであることをいち早く見抜き、滝山のよき相談相手となっている。涙もろい一面があり、滝山の身の上話に涙しているところを周囲から「滝山にいじめられている」と誤解されることがある。
絵は苦手。
ませ
滝山の部屋子。滝山の猫好きはしらない。すっきり系。
仲野
滝山の部屋子。滝山の猫好きはしらない。どんぐりまなこ。
美登
姉小路の部屋に務める娘。おもに吉野の世話をするほか、姉小路からほかの御年寄に宛てた手紙や届け物をする。滝山が作ったねずみの玩具がきっかけで滝山と文通する仲になるが、滝山が自らを「御末に務める多喜」と偽っているため文通相手が滝山だとは気づいていない。
とし
滝山の部屋子(小僧)。猫がにがて。
大岡孫右衛門
滝山の実弟。役職は小納戸役。彼も猫好きで、子どもの頃に捨て猫を拾ってきて親に内緒で飼おうとしたが滝山にとめられた。大人になってからは家で2匹の猫を飼っているが母と妻になついてしまい、孫右衛門自身はあまりさわれないでいる。普段は猫を飼っている茶屋で猫を撫でて気を紛らわせている。
滝山が大奥をほとんど出ることがないため、江戸市中の猫エピソードの進行役となっている。
歌川国芳
猫好きで有名な浮世絵師。寛永寺の開山忌に参列した御年寄たちを見物にきた際、猫を凝視する滝山を相当な猫好きだと見抜いた。また大奥で開かれた縁日では国芳の浮世絵「鼠よけの猫」が吉野ちゃん（姉小路の猫）に似ていると話題になった。
逃げ出した飼い猫を探す過程で孫右衛門とも知り合い、孫右衛門に贈った猫の肉筆画は孫右衛門から滝山に贈られた。
滝山と孫右衛門の雰囲気（目つきが怖いが猫が好き）が似ていると感じているが、姉弟であることは知らない。また滝山と孫右衛門も国芳が当代随一の絵師とは知らず、人にそう教えられてもあまり関心がない。
鮫島
薩摩藩江戸屋敷に住む薩摩藩士。いかつい顔に刀傷もありかなりの強面だが、実は無類の猫好き。江戸屋敷では自由に猫を飼えないため、近所の野良猫や市中の店に居ついている猫をかわいがっている。猫を愛玩できる茶屋で孫右衛門と知り合って以来、しばしば一緒に行動したり、たまたまでくわしたりしている。薩摩の家では猫と犬を飼っている。
登場する猫
吉野
上臈御年寄姉小路の飼い猫。全体が白く、頭と尻尾の毛が黒い。どっしりとした体形。滝山の一番のお気に入り。そっけなくすると近寄ってきて、かまいすぎると嫌がる。
こはる
花町の飼い猫。とても人懐こい。
千代丸
将軍の側室お筆の方の飼い猫。京生まれの黒猫。縁側からずっこけたり、木の上から降りられなくなるなどどんくさい。吉野とは仲が悪く、顔を合わせるとケンカをする。
紫
吉野の兄弟猫の子猫。吉野と毛並みが似ている。
団十郎
毛並みが市川團十郎の三枡紋に似ていると誇大に広まった。

## 制作背景

### テーマ
山村は担当編集者から「ぜいたくな暮らしをしている現代の猫が、江戸時代にタイムスリップする」というアイデアを貰った。しかしそのアイデアではイメージが広がりづらいと考えた山村は、「江戸でぜいたくな暮らしをしている猫の話」はどうかと担当編集者に提案を行い、「大奥では上司の子猫をもらい受けて出世の糸口にしていた」という話が実際にあったことからも、「『大奥の猫』というテーマ」に至った。

### 滝山について
『大奥』に関連する話では登場することが多く、有名であり、実在の人物である滝山に対し、山村は「大奥といえば滝山」というイメージを抱いていた。「大奥の猫」というアイデアを構想していた時に、「大河ドラマの『篤姫』を見ていたこと」も影響していたという。滝山を主人公として猫漫画を描いたところ、山村は「この人って、猫を飼っていないんじゃない？」と考えるようになった。それを担当編集者に伝えたところ「面白い」と言われ、「滝山が猫を飼わない理由」から「キャラクターに肉付け」を行った結果、「猫が好きなのに、猫嫌いを演じて損をする」キャラクターが誕生している。

### 猫について
猫の吉野にはモデルがいないが、「大柄で白黒模様」の外見や、「マイペースでふてぶてしくて、野良猫っぽい」性格といった、山村の「好きなイメージ」で描かれている。作中の「猫に翻弄される」場面は、「事実をもとにして創作」されている。例として「篤姫は実際に大奥で猫を飼っていた」が、「飼い猫にドジョウを食べさせることがあった」といったエピソードから、「大奥では猫の餌に高級魚を与えている」という本作の設定が誕生しているなど。ほかに「篤姫はアワビの貝殻を模した焼き物を猫の餌入れにしていた」ことから「作中の餌入れも当時実際に使われていたデザインを参考に」したり、作中の小物についても意識して描かれている。

## 書誌情報
- 山村東『猫奥』講談社〈ワイドKC〉、既刊11巻（2025年6月23日現在）
  1. 2020年10月23日発売[5][6]、ISBN 978-4-06-520909-7
  2. 2021年3月23日発売[7]、ISBN 978-4-06-522557-8　巻末に読み切り作品「こまとちび」収録。
  3. 2021年8月23日発売[8]、ISBN 978-4-06-524422-7
  4. 2022年1月21日発売[9]、ISBN 978-4-06-526462-1
  5. 2022年7月22日発売[10]、ISBN 978-4-06-528554-1
  6. 2023年2月21日発売[11]、ISBN 978-4-06-530665-9
  7. 2023年9月22日発売[12]、ISBN 978-4-06-532970-2
  8. 2024年4月23日発売[13]、ISBN 978-4-06-535259-5　「こまとちび」第２話収録。
  9. 2024年8月22日発売[14]、ISBN 978-4-06-536561-8
  10. 2025年1月22日発売[15]、ISBN 978-4-06-538105-2　「おのぼり侍」収録。
  11. 2025年6月23日発売[16]、ISBN 978-4-06-539770-1